# Sezione conica

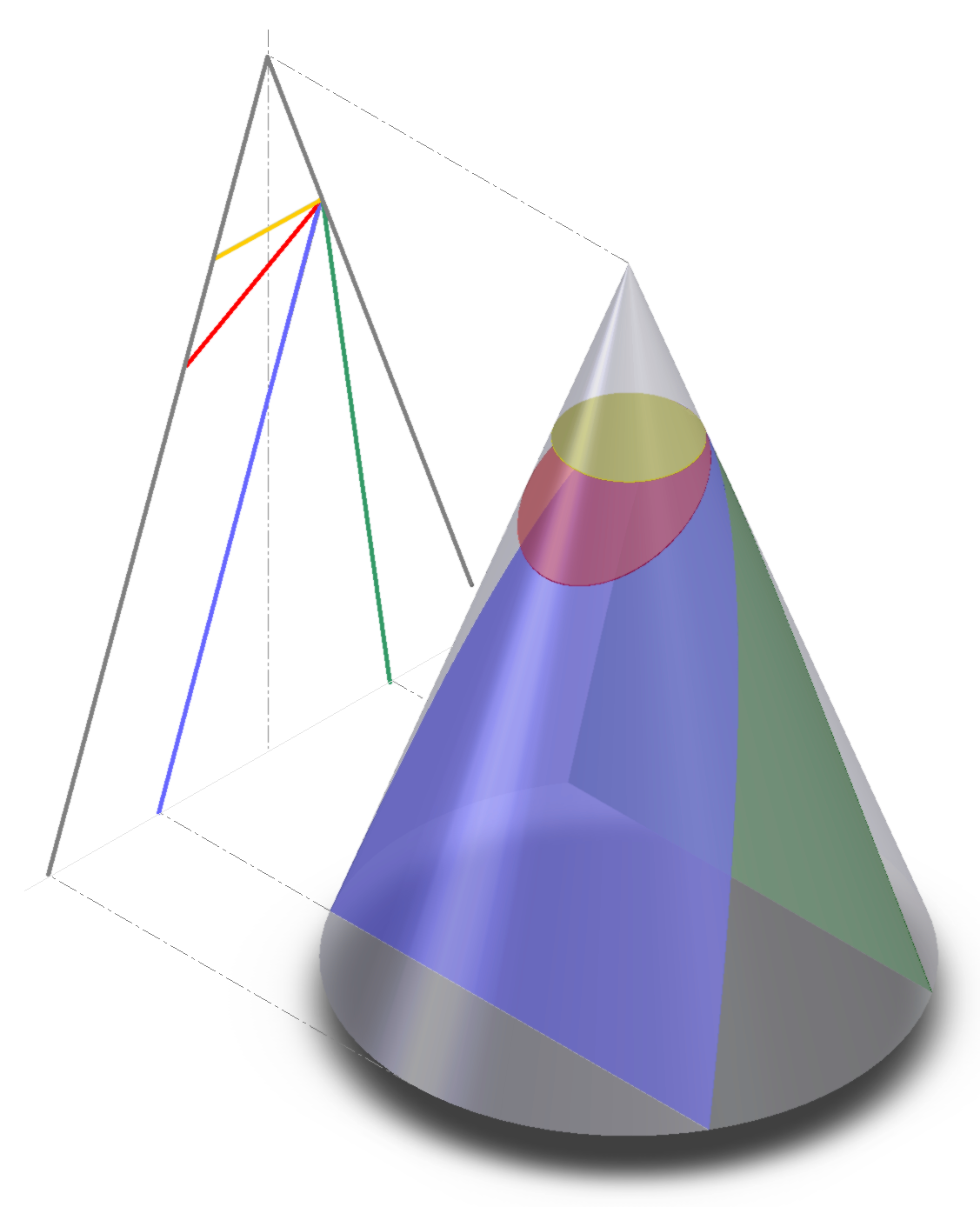
Tipi di sezioni coniche: i piani, intersecando il cono, descrivono una circonferenza (in giallo), un'ellisse (in rosso), una parabola (in blu) e un'iperbole (in verde)

In matematica, e in particolare in geometria analitica e in geometria proiettiva, con sezione conica, o semplicemente conica, si intende genericamente una curva piana che sia luogo dei punti ottenibili intersecando la superficie di un cono circolare con un piano.
Le sezioni coniche sono state studiate accuratamente in epoca ellenistica, in particolare da Menecmo ed Apollonio di Perga intorno al 200 a.C.; questi diede anche i nomi tuttora in uso per i tre tipi fondamentali di sezioni coniche: ellisse (la circonferenza ne è un caso degenere), parabola e iperbole.

## Definizione: geometria solida

Tipi di sezioni coniche:
1. Parabola
2. Circonferenza ed ellisse
3. Iperbole

Si consideri il cono circolare retto costituito dalle rette generatrici che, con il suo asse, formano un angolo di ampiezza {\displaystyle \theta }.
Si tenga presente che i punti del cono si tripartiscono in tre sottoinsiemi: uno costituito solo dal suo vertice e due sottoinsiemi separatamente connessi dette falde o nappe.
A seconda del tipo di piano che interseca il cono si hanno due tipi di curve: le cosiddette non degeneri e le degeneri. Per quanto riguarda le prime si può avere:
- l'ellisse, ottenuta intersecando il cono con un piano che con il suo asse formi angoli maggiori di {\displaystyle \theta } e minori o uguali a {\displaystyle \pi /2}; ciascuna di tali intersezioni appartiene a una sola delle due falde del cono ed è una curva chiusa;
- la circonferenza, a sua volta caso particolare di ellisse ottenuta dall'intersezione del cono con un piano perpendicolare al suo asse, e anch'essa curva chiusa;
- la parabola, ottenuta per intersezione del cono con un piano parallelo a una delle sue rette generatrici (in questo caso l'angolo formato con l'asse della conica è uguale a {\displaystyle \theta }); ogni parabola appartiene a una sola delle falde del cono e non è una curva chiusa;
- l'iperbole, ottenuta per intersezione del cono con un piano che formi con il suo asse un angolo inferiore a {\displaystyle \theta }; anche l'iperbole è una curva aperta e, siccome il piano interseca entrambe le falde del cono, essa si bipartisce in due sottoinsiemi connessi detti rami della conica.

Le cosiddette coniche degeneri si ottengono, invece, per intersezioni con piani passanti per il vertice del cono:
- il punto, ottenuto per intersezione del cono con un piano che formi con il suo asse un angolo superiore a {\displaystyle \theta }; nella fattispecie, il punto altro non è che il vertice di detto cono;
- la retta, ottenuta per intersezione del cono con un piano che formi con il suo asse un angolo uguale a {\displaystyle \theta }; la retta ottenuta è una delle generatrici del cono;
- una coppia di rette, ottenute per intersezione del cono con un piano che formi con il suo asse un angolo inferiore a {\displaystyle \theta }; tali due rette si incontrano al vertice del cono e sono bisecate dalla retta ottenuta per intersezione del piano secante con il piano a esso ortogonale e passante per l'asse del cono.

## Definizione: geometria piana

Ellisse (e = 1/2), parabola (e = 1), iperbole (e = 2), cerchio (e = 0), direttrice L (e = ∞), fuoco F. Il cerchio ha direttrice posta all'infinito.

Le sezioni coniche possono essere anche definite basandosi esclusivamente su concetti di geometria piana. Siano dati una retta {\displaystyle D}, detta direttrice, un punto {\displaystyle F} esterno a {\displaystyle D}, detto fuoco, ed un numero {\displaystyle e\geq 0}, detto eccentricità. Una sezione conica consiste nel luogo dei punti la cui distanza da {\displaystyle F} è uguale al prodotto di {\displaystyle e} per la rispettiva distanza da {\displaystyle D}, vale a dire {\displaystyle {\overline {MF}}=e\,{\overline {MM'}}}. Si hanno quindi i seguenti casi: 
- ellisse: {\displaystyle 0<e<1};
- parabola: {\displaystyle e=1};
- iperbole: {\displaystyle e>1};
- circonferenza: {\displaystyle e\rightarrow 0,\,{\overline {MM'}}\rightarrow \infty }, vale a dire quando la direttrice {\displaystyle D} si trova a distanza infinita e il fuoco {\displaystyle F} coincide con il centro della circonferenza;
- il caso limite {\displaystyle e\rightarrow \infty } corrisponde alla direttrice.

Si noti che per una ellisse e una iperbole esistono due coppie fuoco + direttrice che descrivono la stessa curva. 
Pertanto, l'eccentricità di una sezione conica misura quanto essa si allontana dalla forma circolare e tende, al limite, a una retta. Una dimostrazione che le due definizioni date delle sezioni coniche, in geometria solida e in geometria piana, sono equivalenti, è basata sulle sfere di Dandelin.
Sempre nell'ambito della geometria piana, le sezioni coniche possono essere definite come luoghi di punti del piano che soddisfano determinate relazioni algebriche. Dati due punti {\displaystyle F,\,F'} detti fuochi, si hanno i seguenti casi:
- fuochi distinti {\displaystyle F\neq F'}:
  - ellisse: luogo dei punti tali che la somma delle distanze dai due fuochi è costante e uguale all'asse maggiore 2a (cfr. oltre),
  - iperbole: luogo dei punti tali che la differenza delle distanze dai due fuochi è uguale a 2a,
- fuochi coincidenti {\displaystyle F=F'}:
  - parabola: luogo dei punti equidistanti dal fuoco e dalla direttrice,
  - circonferenza: luogo dei punti equidistanti da un punto detto centro.

In aggiunta a fuochi, direttrice ed eccentricità, esistono ulteriori caratteristiche associate alle sezioni coniche.
- Asse principale: segmento passante per i fuochi di una ellisse o iperbole.
- Centro: punto medio dell'asse principale. Una parabola non ha centro.
- Eccentricità lineare (c): distanza fra il centro e un fuoco.
- Lato retto (2ℓ): segmento parallelo alla direttrice e passante per un fuoco. La sua metà è detta semi-lato retto (ℓ).
- Asse focale (p): distanza fra un fuoco e la corrispondente direttrice.
- Asse maggiore (2a): la corda maggiore per una ellisse, la distanza minima fra i due rami per una iperbole. La sua metà è detta semiasse maggiore (a).
- Asse minore (2b): la corda maggiore ortogonale all'asse maggiore per una ellisse. La sua metà è detta semiasse minore (b).

Valgono le seguenti relazioni:
- {\displaystyle l=p\times e;}
- {\displaystyle c=a\times e;}
- {\displaystyle p+c={\frac {a}{e}}.}

## Coniche ed equazioni quadratiche
Il grafico di ogni equazione quadratica in due variabili reali, se i coefficienti soddisfano determinate condizioni che preciseremo, individua una sezione conica di un piano cartesiano, cioè di un piano riferito ad un sistema di coordinate cartesiane. Si trova inoltre che tutte le sezioni coniche si possono ottenere in questo modo.
Se si considera l'equazione quadratica nella forma 
{\displaystyle ax^{2}+2bxy+cy^{2}+2dx+2ey+f=0,}
si ha la seguente casistica:

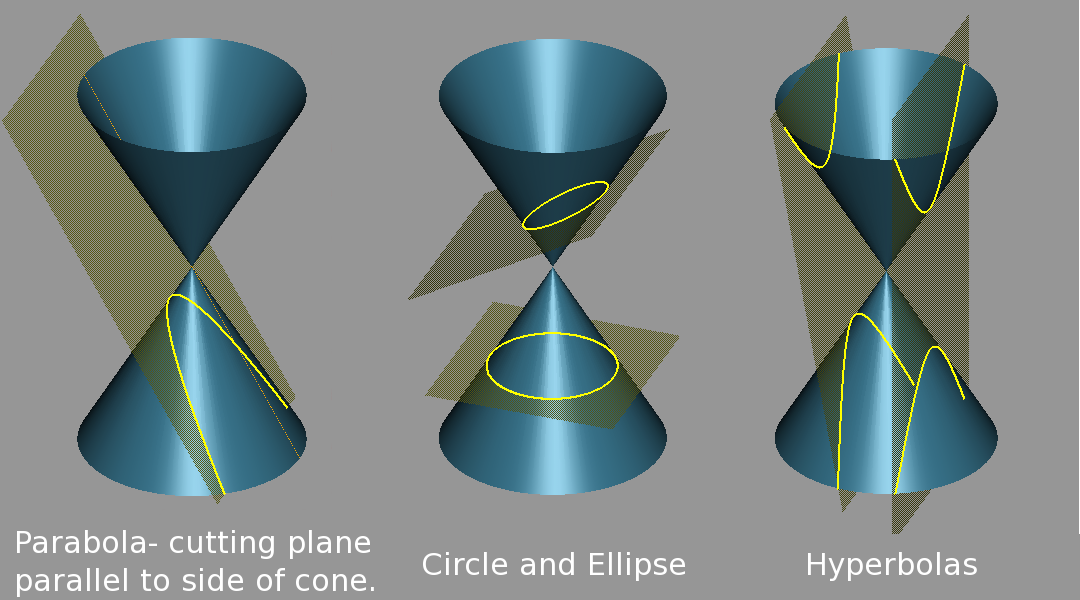
Visualizzazioni delle sezioni coniche

- se {\displaystyle b^{2}-ac=0,} l'equazione rappresenta una parabola o una conica degenere[non chiaro];
- se {\displaystyle b^{2}-ac<0,} l'equazione determina una ellisse;
  - se {\displaystyle a=c} e {\displaystyle b=0,} l'equazione rappresenta una circonferenza;
- se {\displaystyle b^{2}-ac>0,} l'equazione rappresenta una iperbole;
  - se {\displaystyle a+c=0,} l'equazione rappresenta una iperbole equilatera.

Condizione necessaria affinché la curva sia una circonferenza è che {\displaystyle a=c\land b=0}. Vale a dire se {\displaystyle a\neq c} l'equazione data non può rappresentare una circonferenza, se invece {\displaystyle a=c} allora l'equazione potrebbe rappresentare una circonferenza. Ciò implica che, ad esempio, {\displaystyle 2x^{2}+3y^{2}=1} non può essere l'equazione di una circonferenza, mentre invece {\displaystyle 2x^{2}+2y^{2}+1=0} potrebbe esserlo, tuttavia {\displaystyle 2x^{2}+2y^{2}+1>0\quad \forall x,y\in \mathbb {R} }, perciò non esiste nessun punto che soddisfi l'equazione data.

### Matrici associate alla conica
Sia {\displaystyle \Gamma } l'equazione associata alla conica tale che {\displaystyle \Gamma (x,y):ax^{2}+2bxy+cy^{2}+2dx+2ey+f=0}.
Ad essa si associano due matrici {\displaystyle A} e {\displaystyle B} simmetriche tali che:
{\displaystyle A={\begin{bmatrix}a&b&d\\b&c&e\\d&e&f\end{bmatrix}},B={\begin{bmatrix}a&b\\b&c\end{bmatrix}}}
Nella matrice {\displaystyle A} sono rappresentati tutti i coefficiente dell'equazione. Nella diagonale si trovano i coefficienti dei quadrati; nella prima riga e nella prima colonna i termini in cui nell'equazione si trova la variabile {\displaystyle x}; nella seconda riga e nella seconda colonna quelli con {\displaystyle y}; nell'ultima riga e nell'ultima colonna solo quelli con meno di una variabile.
È possibile distinguere i diversi tipi di conica studiando il determinante delle due matrici:
- se {\displaystyle \det(A)=0} la conica è degenere, cioè può essere o una coppia di rette reali o una coppia di rette complesse coniugate;
- se {\displaystyle \det(A)\neq 0} la conica non è degenere e studiando il determinante della matrice {\displaystyle B} si trova che essa è:
  - un'ellisse ({\displaystyle \det(B)>0});
  - una parabola ({\displaystyle \det(B)=0});
  - un'iperbole ({\displaystyle \det(B)<0}).

## Semiasse e coordinate polari

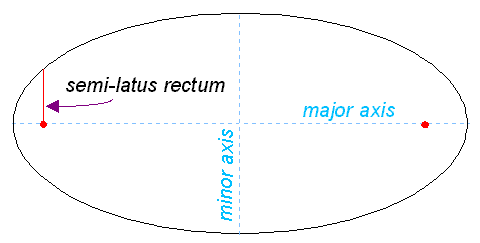
Semilato retto di un'ellisse

Si definisce semilato retto di una sezione conica {\displaystyle C} un segmento ortogonale all'asse maggiore che ha una estremità nel suo fuoco singolo o in uno dei suoi due fuochi e l'altra in un punto della conica {\displaystyle C}; la sua lunghezza di solito si denota con {\displaystyle \ell }. Questa grandezza viene collegata alle lunghezze dei semiassi {\displaystyle a} e {\displaystyle b} dall'uguaglianza {\displaystyle a\ell =b^{2}}.
In coordinate polari, una sezione conica con un fuoco nell'origine e, se dotata di un secondo fuoco, con questo sul semiasse positivo delle x, è determinata dall'equazione
{\displaystyle r(1+e\cos \theta )=\ell ,}
dove con {\displaystyle r} si indica la distanza dall'origine/fuoco.

## Applicazioni
Le sezioni coniche sono importanti in astronomia: le orbite di due corpi (ipotizzando trascurabile l'effetto di altri corpi) che interagiscono secondo la legge di gravitazione universale sono sezioni coniche rispetto al loro comune centro di massa considerato a riposo. Se tra di loro si esercita una attrazione sufficiente, entrambi percorrono un'ellisse; se l'attrazione reciproca è insufficiente si muovono con la possibilità di allontanarsi illimitatamente percorrendo entrambi parabole o iperboli. Si veda in proposito problema dei due corpi.
In geometria proiettiva le sezioni coniche nel piano proiettivo sono considerate equivalenti, nel senso che possono essere trasformate l'una nell'altra mediante una trasformazione proiettiva.
In epoca ellenistica la conoscenza delle coniche permise la costruzione di specchi parabolici, forse applicati in attività belliche (vedere specchi ustori) e nella costruzioni di fari di grande portata (vedere faro di Alessandria).

## Derivazione
Consideriamo un cono avente come asse l'asse delle z e il vertice nell'origine. Esso è determinato dall'equazione 
{\displaystyle x^{2}+y^{2}-a^{2}z^{2}=0,\qquad \qquad (1)}
dove
{\displaystyle a=\tan \theta >0}
e {\displaystyle \theta } denota l'angolo che ogni generatrice del cono forma con l'asse. Si noti che questa equazione individua due superfici una posta al di sopra e l'altra al di sotto del vertice; nel parlare comune ciascuna di queste superfici viene detta cono; i matematici preferiscono parlare di due nappe la cui unione costituisce il cono e la cui intersezione si riduce al vertice del cono.
Consideriamo un piano P che interseca il piano Oxy in una retta parallela all'asse delle y e che interseca il piano Oxz in una retta con una certa pendenza; la sua equazione è
{\displaystyle z=mx+b,\qquad \qquad (2)}
dove
{\displaystyle m=\tan \phi >0}
e {\displaystyle \phi } è l'angolo che P forma con il piano Oxy.
Ci proponiamo di individuare l'intersezione del cono con il piano P: ciò richiede la combinazione delle due equazioni (1) e (2). Queste si possono risolvere nella variabile z e le espressioni trovate si possono uguagliare. L'equazione (1) per la z fornisce
{\displaystyle z={\sqrt {x^{2}+y^{2} \over a^{2}}},}
di conseguenza 
{\displaystyle {\sqrt {x^{2}+y^{2} \over a^{2}}}=mx+b.}
Elevati al quadrato i due membri e sviluppato il binomio del membro a destra si ottiene 
{\displaystyle {x^{2}+y^{2} \over a^{2}}=m^{2}x^{2}+2mbx+b^{2}.}
Raggruppando le variabili si giunge alla
{\displaystyle x^{2}\left({1 \over a^{2}}-m^{2}\right)+{y^{2} \over a^{2}}-2mbx-b^{2}=0.\qquad \qquad (3)}
Si noti che questa è l'equazione della proiezione della sezione conica sul piano Oxy; Quindi questa equazione fornisce una figura ottenuta dalla sezione conica mediante una contrazione nella direzione dell'asse delle x.

### Derivazione della parabola
Si ottiene una parabola quando la pendenza del piano P è uguale alla pendenza delle generatrici del cono. In questo caso gli angoli {\displaystyle \theta } e {\displaystyle \phi } sono complementari. Questo implica che
{\displaystyle \tan \theta =\cot \phi ;}
di conseguenza 
{\displaystyle m={1 \over a}.\qquad \qquad (4)}
Sostituendo l'equazione (4) nell'equazione (3) si fa scomparire il primo termine nell'equazione (3) e rimane l'equazione
{\displaystyle {y^{2} \over a^{2}}-{2 \over a}bx-b^{2}=0.}
Moltiplicando entrambi i membri per a2,
{\displaystyle y^{2}-2abx-a^{2}b^{2}=0;}
a questo punto si può trovare un'espressione per la x:
{\displaystyle x={1 \over 2ab}y^{2}-{ab \over 2}.\qquad \qquad (5)}
L'equazione (5) descrive una parabola il cui asse è parallelo all'asse delle x.  Altre versioni dell'equazione (5) si possono ottenere ruotando il piano intorno all'asse delle z.

### Derivazione dell'ellisse
Si individua un'ellisse quando la somma degli angoli {\displaystyle \theta } e {\displaystyle \phi } è inferiore a un angolo retto, dunque un angolo acuto:
{\displaystyle \theta +\phi <{\pi  \over 2},\qquad \qquad {\text{(ellisse)}}.}
In tal caso la tangente della somma dei due angoli è positiva.
{\displaystyle \tan(\theta +\phi )>0.}
Ricordiamo ora la identità trigonometrica
{\displaystyle \tan(\theta +\phi )={\tan \theta +\tan \phi  \over 1-\tan \theta \tan \phi };}
questa implica
{\displaystyle \tan(\theta +\phi )={m+a \over 1-ma}>0.\qquad \qquad (6)}
Ma m + a è positivo, in quanto è la somma di due numeri positivi; quindi la disuguaglianza (6) è positiva se anche il denominatore è positivo:
{\displaystyle 1-ma>0.\qquad \qquad (7)}
Dalla disuguaglianza (7) si deducono:
{\displaystyle ma<1;}
{\displaystyle m^{2}a^{2}<1;}
{\displaystyle 1-m^{2}a^{2}>0;}
{\displaystyle {1 \over m^{2}a^{2}}>1;}
{\displaystyle {1 \over m^{2}a^{2}}-1>0;}
{\displaystyle {1 \over a^{2}}-m^{2}>0\qquad \qquad {\text{(ellisse)}}.}
Riprendiamo ancora l'equazione (3),
{\displaystyle x^{2}\left({1 \over a^{2}}-m^{2}\right)+{y^{2} \over a^{2}}-2mbx-b^{2}=0,\qquad \qquad (3)}
ma questa volta assumiamo che il coefficiente di x2 non si annulli ma sia invece positivo.  Risolviamo per la y: 
{\displaystyle y=a{\sqrt {b^{2}+2mbx-x^{2}\left({1 \over a^{2}}-m^{2}\right)}}~.\qquad \qquad (8)}
Questa equazione descriverebbe chiaramente un'ellisse, se non fosse presente il secondo termine sotto il segno di radice, {\displaystyle 2mbx}: sarebbe l'equazione di una circonferenza dilatata proporzionalmente secondo le direzioni dell'asse delle x e dell'asse delle y. L'equazione (8) in effetti individua un'ellisse ma in modo non evidente; quindi occorre manipolarla ulteriormente per convincersi di questo fatto. Completiamo il quadrato sotto il segno di radice:
{\displaystyle y=a{\sqrt {b^{2}-\left[x{\sqrt {{1 \over a^{2}}-m^{2}}}-{b \over {\sqrt {{1 \over a^{2}m^{2}}-1}}}\right]^{2}+\left({b^{2} \over {1 \over a^{2}m^{2}}-1}\right)}}.}
Raccogliamo i termini in b2:
{\displaystyle y=a{\sqrt {b^{2}\left(1+{1 \over {1 \over a^{2}m^{2}}-1}\right)-\left[x{\sqrt {{1 \over a^{2}}-m^{2}}}-{b \over {\sqrt {{1 \over a^{2}m^{2}}-1}}}\right]^{2}}}.}
Dividiamo per a ed eleviamo al quadrato entrambi i membri:
{\displaystyle {y^{2} \over a^{2}}+\left(x{\sqrt {{1 \over a^{2}}-m^{2}}}-{b \over {\sqrt {{1 \over a^{2}m^{2}}-1}}}\right)^{2}=b^{2}\left(1+{1 \over {1 \over a^{2}m^{2}}-1}\right).}
La x presenta un coefficiente, mentre è opportuno far scomparire tale componente raccogliendolo a fattore fuori del secondo termine che è un quadrato:
{\displaystyle {y^{2} \over a^{2}}+\left({1 \over a^{2}}-m^{2}\right)\left(x-{b \over {\sqrt {\left({1 \over a^{2}m^{2}}-1\right)\left({1 \over a^{2}}-m^{2}\right)}}}\right)^{2}=b^{2}\left(1+{1 \over {1 \over a^{2}m^{2}}-1}\right).}
Un'ulteriore manipolazione delle costanti finalmente conduce a 
{\displaystyle {y^{2} \over 1-a^{2}m^{2}}+\left(x-{mb \over {1 \over a^{2}}-m^{2}}\right)^{2}={a^{2}b^{2} \over (1-a^{2}m^{2})^{2}}.}
Il coefficiente del termine in y è positivo (per un'ellisse). Cambiando i nomi dei coefficienti e delle costanti ci conduce a 
{\displaystyle {y^{2} \over A}+(x-C)^{2}=R^{2},\qquad \qquad (9)}
che è chiaramente l'equazione di un'ellisse. In altri termini, l'equazione (9) descrive una circonferenza di raggio R e centro (C,0) che viene poi dilatata verticalmente per un fattore {\displaystyle {\sqrt {A}}}. Il secondo termine del membro a sinistra (il termine nella x) non ha coefficiente ma è un quadrato, quindi deve essere positivo. Il raggio è un prodotto di quadrati e quindi deve essere anch'esso positivo.  Il primo termine del membro a sinistra (il termine in y) ha un coefficiente positivo, e dunque l'equazione descrive un'ellisse.

### Derivazione dell'iperbole
L'intersezione del cono con il piano P fornisce un'iperbole quando la somma degli angoli {\displaystyle \theta } e {\displaystyle \phi } è un angolo ottuso, dunque maggiore di un angolo retto. La tangente di un angolo ottuso è negativa e tutte le disuguaglianze trovate per l'ellisse vengono cambiate nelle loro opposte. Quindi si ottiene
{\displaystyle 1-a^{2}m^{2}<0\qquad \qquad {\text{(iperbole)}}.}
Di conseguenza per l'iperbole si trova l'equazione che differisce da quella trovata per l'ellisse solo per avere negativo il coefficiente A del termine in y. Questo cambiamento di segno fa passare da un'ellisse ad un'iperbole. Il collegamento fra ellissi e iperbole può descriversi anche osservando che l'equazione di un'ellisse con coordinate reali può interpretarsi come l'equazione di un'iperbole con una coordinata immaginaria e, simmetricamente, che l'equazione di un'iperbole con coordinate reali può interpretarsi come l'equazione di un'ellisse con una coordinata immaginaria (vedere numero immaginario). Il cambiamento di segno del coefficiente A equivale allo scambio fra valori reali e immaginari della funzione della forma y=f(x) che si legge nell'equazione (9).

## Classificazione delle coniche reali in relazione ai loro punti impropri
Una ellisse non ha punti impropri. Una parabola ha un solo punto improprio. Una iperbole ha due punti impropri.